# Solidificação

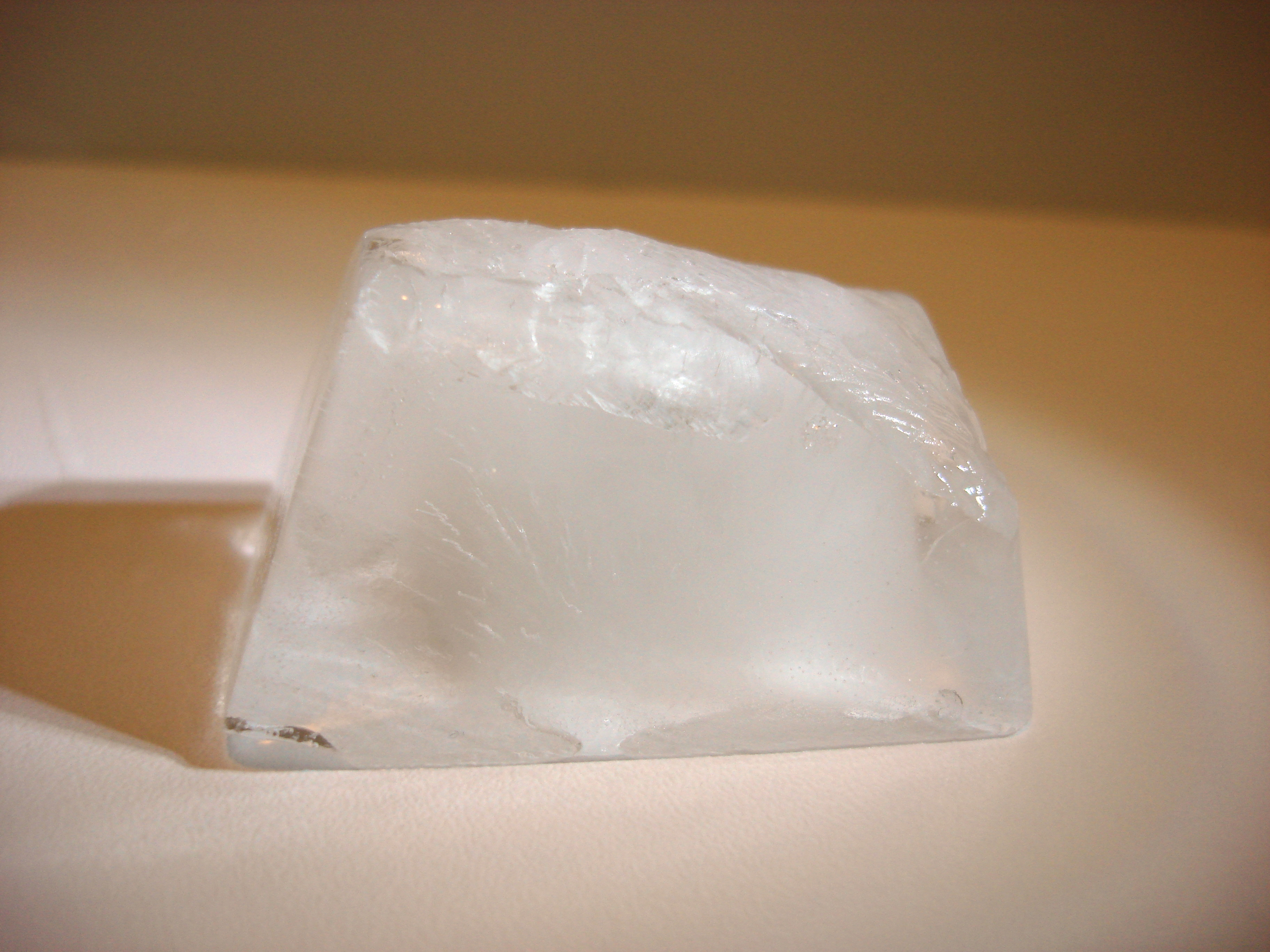
O gelo é o estado sólido da água

A solidificação é a transição de fase na qual uma substância passa de seu estado líquido para sólido quando a sua temperatura diminui para baixo do ponto de solidificação. O processo inverso designa-se como fusão e ocorre no ponto de fusão. Na maioria das substâncias, o ponto de solidificação e o ponto de fusão são os mesmos.  A passagem direta do estado gasoso para o estado sólido é chamada de sublimação.
A solidificação ocorre devido à perda de energia cinética das partículas que compõem a substância durante o processo de resfriamento.

## A termodinâmica da solidificação

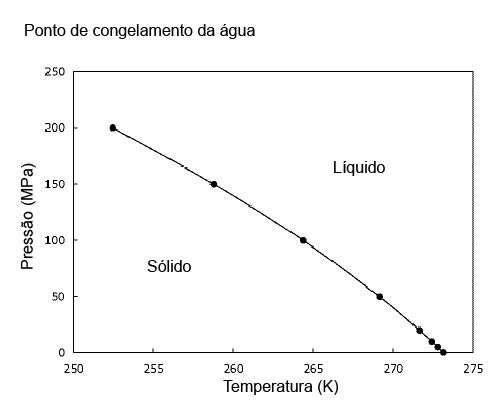
Variação do ponto de congelamento da água com a pressão

A passagem para o estado sólido é feita mediante a retirada de uma quantidade de calor da substância. O calor liberado durante a troca de fase depende da massa a ser solidificada e de uma propriedade específica de cada matéria, o calor latente de solidificação:
{\displaystyle Q=mL}
onde Q é o calor liberado, m a massa e L o calor latente de solidificação. No SI, o calor é medido em joules, a massa em quilogramas e o calor latente em joules por quilograma.
Caso a substancia seja pura ou uma mistura eutética (como uma liga metálica, por exemplo, que se comporta como uma só fase), a temperatura permanece constante durante a mudança de fase. Este fato é usado, inclusive, para a determinação do grau de pureza de uma substância. O ponto de congelamento de uma substância pura é geralmente maior do que o de uma amostra impura.
Pode-se provar que:
{\displaystyle \Delta S={\frac {\Delta H}{T}}}
No ponto de congelamento, como há liberação de calor, o processo é exotérmico e a entalpia diminui (ΔH < 0). Já que a temperatura permanece constante, a entropia também diminui (ΔS < 0). A diminuição da entropia pode ser confirmada observando que a substância torna-se mais "ordenada" no estado sólido. O processo de solidificação ocorre quando a Energia Livre de Gibbs (G)para o sólido fica menor do que o líquido para aquele material.

### Mudanças na pressão
A solidificação é pouco sensível a mudanças na pressão, mas geralmente essa sensibilidade é menor do que para a liquefação ou ebulição, visto que a transição sólido-líquido apresenta uma ínfima mudança no volume. Esta relação é expressa na Relação de Clausius-Clapeyron:
{\displaystyle {\frac {\mathrm {d} P}{\mathrm {d} T}}={\frac {L}{T\,\Delta v}}}
onde dP/dT é a inclinação na curva de coexistência, L o calor latente, T a temperatura e Δv a variação no volume.
Se, como observado na maioria dos casos, uma substância é mais densa no estado sólido do que no líquido, o ponto de congelamento diminui com o aumento da pressão. Caso contrário, ocorre que a substância se liquefaz com o aumento na pressão, como, por exemplo, na água.

### Comportamento anômalo da água
O chamado de comportamento anômalo da água  pode ser analisado no gráfico de mudança de fase. A curva de coexistência sólido-líquido, onde ambas as fases ocorrem, tem inclinação negativa. Partindo de um ponto do lado sólido da curva e mantendo-se a temperatura constante, pode-se liquefazer a água aplicando um aumento na pressão. Isto ocorre, por exemplo, na patinação no gelo: as lâminas dos patins, por terem baixa área de contato com o gelo, aumentam a pressão no local e liquefazem-no, permitindo um melhor deslizar pela pista. Logo após a passagem do patinador, a pressão volta ao normal e a água torna a se solidificar, fenômeno chamado de regelo.

## Cristalização
A maioria dos líquidos congela por meio da formação de um sólido cristalino a partir do líquido uniforme. A cristalização consiste de duas etapas principais: nucleação e crescimento dos cristais. Na nucleação, as moléculas começam a se agrupar em clusters de escala nanométrica em uma forma ordenada e periódica que define a estrutura cristalina do sólido. Durante o crescimento dos cristais, os núcleos se desenvolvem até o tamanho crítico do cluster.

## Exemplos

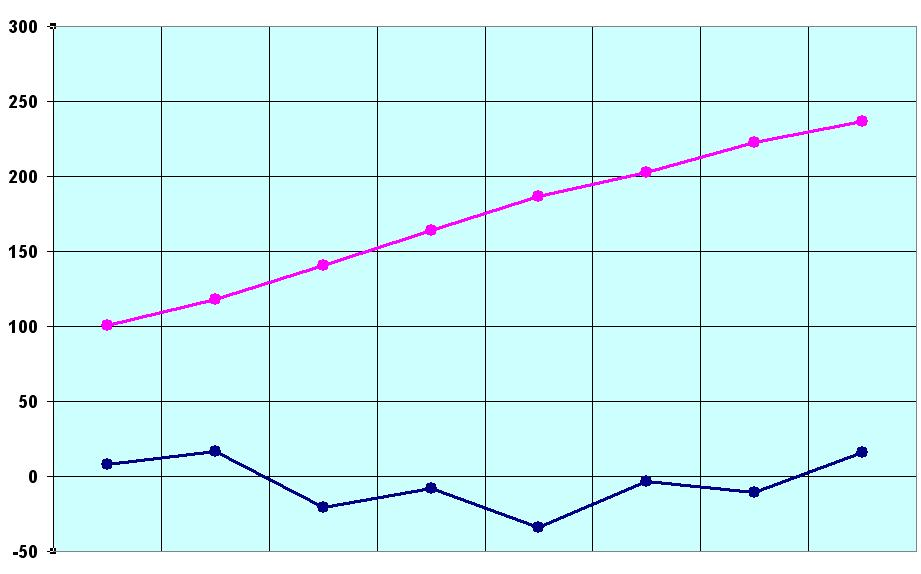
Pontos de fusão (em azul) e de ebulição (em rosa) dos oito primeiros ácidos carboxílicos (°C)

Para a maioria das substâncias, o ponto de fusão e de congelamento são aproximadamente iguais. Por exemplo, ambos os pontos de fusão e de congelamento do elemento mercúrio são 234,32 K. Entretanto, algumas substâncias possuem temperaturas de transição sólido-líquido diferentes. Por exemplo, ágar-ágar funde aos 85 °C e solidifica entre 31 e 40 °C; tal dependência do sentido da transição é conhecida como histerese.
O ponto de fusão do gelo a uma atmosfera de pressão é muito próximo de 0 °C. O elemento químico com o maior ponto de congelamento é o tungstênio (3 683 K) e por causa dessa peculiaridade é amplamente utilizado como filamento em lâmpadas incandescentes. O carbono é frequentemente citado - erroneamente - como o elemento com o maior ponto de fusão, porém, em pressão ambiente, o mesmo não chega a fundir e sublima a 4 000 K; somente há carbono líquido em pressões da ordem de 10 MPa e entre 4 300-4 700 K. Analisando o outro extremo da escala de temperatura, o hélio não congela nem ao atingir o zero absoluto; pressões 20 vezes maiores do que a atmosféricas são necessárias.